# Blepharita minor
Blepharita minor là một loài bướm đêm trong họ Noctuidae.